# Райские яблочки (фильм)
«Райские яблочки» — советский фильм 1973 года режиссёра Георгия Щукина по рассказу финского писателя Мартти Ларни «Сократ в Хельсинки».

## Сюжет
Эта сатирическая кинокомедия разоблачает нравы буржуазного общества. При том, что сюжет абсолютно условен — базируется фильм на хронике, и художественные его образы тоже навеяны ею. Поэтому мы увидим в «Райских яблочках» и длинноволосых хиппи, и полицейских, разгоняющих демонстрантов, и других, отнюдь не комедийных героев современной капиталистической действительности.
1970-е годы. В раю уже 2400 лет находится философ Сократ, тут его другом стал погибший весной 1944 года солдат Виттори Виртен. Эти двое «за примерное поведение» получают краткосрочный отпуск на Землю. Солдат решает увидеть свою семью, а философ захотел посмотреть, что творится в мире спустя века. А тут забастовки обнищавшего люда, торговля оружием и наркотиками, экологические катастрофы. А кругом война и насилие: в газетах пишут про войну, сражения и убийства; в кино показывают уничтожение целых городов; радио тоже вещает о насилии. Солдат, погибший в, казалось, последнюю войну, и Сократ, веривший в человеческий разум, удивляясь техническому прогрессу, поражаются:

Сократ убеждается, что все изобретения человеческого гения отнюдь не сделали самого человека счастливее.
— Мартти Ларни

## В ролях
В главных ролях:
- Вячеслав Шалевич — Виттори Виртен, бывший солдат, гражданин Лаконии
- Борис Тенин — Сократ, мудрец, пожилой человек 2400 лет

В остальных ролях:
- Лидия Сухаревская — Анна
- Галина Пирназарова — Лили
- Юрий Чулюкин — Тэо Браминус, министр
- Леонид Сатановский — Дэми Дролус, министр
- Наталья Воробьёва — Ланела, жена министра Тэо Браминуса
- Юрий Волынцев — следователь
- Эве Киви — Анна
- Валерий Носик — Бог
- Владимир Шлезингер — профессор
- Григорий Шпигель — Кейбо
- Валентин Абрамов — Руссо
- Александр Галевский — сын Виттори Виртена
- Виктор Филиппов — сын Виттори Виртена
- Готлиб Ронинсон — капитан полиции
- Виктор Махмутов — полицейский
- Станислав Чекан — полицейский
- Зиновий Гердт — дирижёр
- Рита Гладунко — проститутка
- Марина Полицеймако — проститутка
- Валентина Тэжик — проститутка
- Гарэн Жуковская — дама с собачкой
- Иван Жеваго — портной, прохожий

В эпизодах:
- Лилия Журкина
- Наталья Швец
- Алексей Бахарь
- Юрий Киреев
- Владимир Носик
- Леонид Платонов
- Валентин Абрамов
- Георгиос Совчис
- Владимир Хмельницкий
- Виктор Шульгин
- Валентин Грачёв
- Александр Ренков
- Леонид Платонов
- другие.

## Литературная основа
Фильм снят по мотивам рассказа финского писателя Мартти Ларни «Сократ в Хельсинки». Писатель перед съёмкой фильма встречался с режиссёром, оговаривая канву фильма.
Рассказ, в сокращённом виде, был напечатан в переводе на русский язык в 1968 году, вначале в «Учительской газете», а затем вошёл в изданный в том же году одноимённый сборник рассказов, вышедший в книжной серии «Библиотека „Огонёк“» (№ 33, 1968).
Произведения финского писателя и до этого активно издавались в СССР, но он сам именно это своё произведение считал самым важным:

Памфлет-сказку мне хотелось бы выделить среди других произведений. Не поймите меня так, что я считаю новую повесть лучше прочих, — суждение об этом вынесет читатель. Всё дело в том, что я попытался вложить в эту книгу мысли, которые давно уже не дают мне покоя при взгляде на наш мир, полный проблем…— из интервью писателя  Мартти Ларни журналу «Огонёк», 1973 год
Сюжет фильма отличается от рассказа: если в фильме герой из греческой Лаконии, то в рассказе — из Финляндии, и действие происходит в Финляндии в 1966 году.

## Съёмки
Место съёмок фильма — Таллин.